# GlobalSecurity.org
GlobalSecurity.org est une organisation américaine non partisane, indépendante,, à but non lucratif qui sert de groupe de réflexion,,, et de groupe de recherche et de conseil,,,.

## Histoire
Elle a été fondée en décembre 2000 par John Pike, qui travaillait auparavant depuis 1983 à la Federation of American Scientists, où il dirigeait les projets de politique spatiale, de cyberstratégie, d'analyse militaire, de ressources nucléaires et de ressources en matière de renseignement. GlobalSecurity.org a son siège dans la région métropolitaine de Washington, à Alexandria, en Virginie,, et John Pike en est le directeur.
Le site Web s'adresse aux journalistes, aux décideurs, aux universitaires, aux politologues, au personnel de l'armée et de la défense, ainsi qu'au public,. Il fournit des informations de base et développe des sujets d'actualité. Il propose des analyses en ligne et des articles qui analysent des sujets parfois peu discutés dans des catégories telles que les ADM, l'armée et la défense, la sécurité et la cybersécurité, le renseignement et la technologie spatiale,,. Il diffuse également de la documentation primaire et d'autres documents originaux, fournit des images satellites détaillées à haute résolution et des séquences vidéo de zones de guerre et fournit des définitions de termes largement utilisés par le public,. L'organisation sert également de groupe de surveillance de la défense, de l'armée, de la politique étrangère et de la sécurité nationale,,,,.
Elle cherche en partie à trouver de nouvelles approches de la sécurité internationale, et promeut la réalisation d'une sécurité internationale coopérative et la prévention de la prolifération nucléaire ,,. À cette fin, elle cherche à améliorer les capacités de la communauté du renseignement pour répondre aux nouvelles menaces et prévenir la nécessité d'une action militaire, tout en renforçant l'efficacité des forces militaires en cas de besoin.
GlobalSecurity.org a été répertorié dans la catégorie « War Intelligence » du répertoire « Best of the Web » de Forbes, aujourd'hui disparu, à partir de 2001 ; le répertoire citait sa « Profondeur de l'information militaire », et notait sa « collection d'images satellites et de séquences vidéo de la zone de guerre ». Dans son livre « Plan of Attack » de 2004, sur les coulisses de la prise de décision qui a conduit l'administration Bush à envahir l'Irak, Bob Woodward a qualifié le site web de « ressource inestimable sur les questions militaires, de renseignement et de sécurité nationale ».

## Référence
- (en) Cet article est partiellement ou en totalité issu de l’article de Wikipédia en anglais intitulé « GlobalSecurity.org » (voir la liste des auteurs).

1. ↑  (en-US) John Cornyn et Dc 20006, « PolitiFact - Sen. John Cornyn says that Fort Hood is the largest military installation in the world » , sur @politifact, 4 novembre 2010 (consulté le 12 octobre 2022)
2. ↑  (en-US) Bryan Bender Globe et March 3, « Defense cut damage viewed as overblown - The Boston Globe » , sur BostonGlobe.com, 3 mars 2010 (consulté le 12 octobre 2022)
3. ↑  (en) Defence Journal, Ikram ul-Majeed Sehgal, 2005 (lire en ligne)
4. 1 2  (en-US) Katherine Yester, « Expert Sitings: John E. Pike » , sur Foreign Policy, 18 novembre 2009 (consulté le 12 octobre 2022)
5. ↑  (en) « Enemy at the gates », The Economist,‎ 19 novembre 2015 (ISSN 0013-0613, lire en ligne , consulté le 12 octobre 2022)
6. ↑  (en-US) Doug Tsuruoka, « Was Trump’s NSC aide sidelined for being too hardline? » , sur Asia Times, 18 mai 2017 (consulté le 12 octobre 2022)
7. ↑  (en) « Splashing, and clashing, in murky waters », The Economist,‎ 20 août 2009 (ISSN 0013-0613, lire en ligne , consulté le 12 octobre 2022)
8. ↑  (en) WARREN E. LEARY, « NASA Planning Return to Moon Within 13 Years » , sur archive.nytimes.com, 20 septembre 2005 (consulté le 12 octobre 2022)
9. ↑  (en) Andrew Buncombe, « Trump 'ends programme to arm anti-Assad rebels' in move sought by Russia » , sur The Independent, 19 juillet 2017 (consulté le 12 octobre 2022)
10. ↑  (en-US) « What Does Iraq Cost? Even More Than You Think. », Washingtonpost,‎ 18 novembre 2007 (ISSN 0190-8286, lire en ligne , consulté le 12 octobre 2022)
11. ↑  (en-US) Charles D. Ferguson, Ph.D, « President's Message: What Will the Next President’s Nuclear Policies Be? » , sur Federation Of American Scientists, 28 juin 2016 (consulté le 12 octobre 2022)
12. ↑  (en-US) Leslie Wayne, « A Bold Plan to Go Where Men Have Gone Before », The New York Times,‎ 5 février 2006 (ISSN 0362-4331, lire en ligne , consulté le 12 octobre 2022)
13. 1 2 3 4 5  Cynthia Ann Watson, U.S. national security : a reference handbook, ABC-CLIO, 2002 (ISBN 1-57607-598-2 et 978-1-57607-598-2, OCLC 49698892, lire en ligne)
14. ↑  (en) Philip Sherwell, « US military leaders fear Afghanistan withdrawal will increase soldier deaths » , sur www.telegraph.co.uk, 25 juin 2011 (consulté le 12 octobre 2022)
15. ↑  (en) Andrea Koeppe, « Research and Course Guides: Political Science Generally: International Politics », sur libguides.stthomas.edu (consulté le 12 octobre 2022)
16. ↑  (en) « Intelligence and Counter-Intelligence: News and Information Portals » [archive du 25 octobre 2015] , sur libguides.usc.edu, 13 juillet 2015
17. ↑  « GlobalSecurity.org - Sitemap », sur GlobalSecurity.org (consulté le 12 octobre 2022)
18. 1 2 3  Paul R. Burden, A subject guide to quality Web sites, Scarecrow Press, 2010 (ISBN 978-0-8108-7695-8, 0-8108-7695-7 et 0-8108-7695-7, OCLC 657608692, lire en ligne)
19. ↑  Moataz A. Fattah, The Greenhaven encyclopedia of terrorism, Greenhaven Press, 2007 (ISBN 978-0-7377-3235-1, 0-7377-3235-0 et 978-0-7377-4622-8, OCLC 798957496, lire en ligne)
20. 1 2  (en) « GlobalSecurity.org » [archive du 2 septembre 2011] , sur forbes.com
21. 1 2  (en-US) Eric Umansky, « The World: Image Problems; A Place to Find Out for Yourself About the War », The New York Times,‎ 22 septembre 2002 (ISSN 0362-4331, lire en ligne , consulté le 12 octobre 2022)
22. ↑  (en) Josh Gerstein News, « Military Secrets Posted on Internet » , sur ABC News (consulté le 12 octobre 2022)
23. ↑  (en-US) BOB GILES, « The Vital Role of the Press in a Time of National Crisis » , sur Nieman Reports, 15 décembre 2002 (consulté le 12 octobre 2022)
24. ↑  (en) Pratap Chatterjee, « Controversial Commando Wins Iraq Contract | corpwatch » , sur www.corpwatch.org, 9 juin 2004 (consulté le 12 octobre 2022)
25. ↑  (en-US) Julia Scheeres, « Suppression Stifles Some Sites », Wired,‎ 25 octobre 2001 (ISSN 1059-1028, lire en ligne, consulté le 12 octobre 2022)
26. ↑  Kimberly N. Hunt et Gale Group, Encyclopedia of associations : an associations unlimited reference : a guide to more than 22,000 national and international organizations ..., Gale Group, 2004 (ISBN 0-7876-6871-0, 978-0-7876-6871-6 et 0-7876-6872-9, OCLC 55694941, lire en ligne)
27. ↑  Bob Woodward, Plan of attack, Simon & Schuster, 2004 (ISBN 0-7432-5547-X, 978-0-7432-5547-9 et 978-0-7432-5548-6, OCLC 230763345, lire en ligne)